# Centro de Assistência Social Lucinda Anino dos Santos
O Centro de Assistência Social Lucinda Anino dos Santos (também conhecido por CASLAS) é uma instituição de solidariedade social, sedeada na cidade de Lagos, em Portugal.

## Origens
Em 1931, Lucinda Anino dos Santos e Cesaltina Roque fundaram o Patronato de Nossa Senhora do Carmo, organização sedeada no Convento das Carmelitas Descalças, que prestava educação e alimentação a jovens desfavorecidas, com o apoio da Juventude Católica Feminina e do Bispado de Faro. A partir de 1944, a instituição ganhou sede própria, adoptando um sistema de sócios para se apoiar financeiramente. Também organizou, com o apoio de várias pessoas, diversas festas e peditórios, para a angariação de fundos.

## Expansão
Em 1954, devido à escassez de verbas, Lucinda Anino dos Santos alterou os estatutos da organização, tornando-a independente do Bispado de Faro. Alterou o nome da organização para Centro de Assistência Social de Nossa Senhora do Carmo, passando a receber subsídios do estado. Altera também o seu raio de acção, passado a prestar assistência a menores, grávidas e lactentes. Em 1959, a organização muda-se para o Palácio dos Veigas, na Rua da Extrema, sendo auxiliada pelo Governo Civil de Faro no pagamento da renda.[carece de fontes?]
Em 30 de Outubro de 1960, o jornal Ecos do Algarve noticiou que tinha sido adjudicada a primeira fase da construção do Centro Social Polivalente Nossa Senhora do Carmo, empreitada que foi entregue ao construtor civil José V. Gonçalves pela quantia de 484.000$00 escudos. Em 20 de Dezembro, relata que as obras do edifício já se tinham iniciado, prevendo-se então que estaria construído nos finais do ano seguinte.
Este situa-se no Rossio de São João, na antiga freguesia de S. Sebastião. Abriu ao público em 1962, funcionando apenas como dispensário materno-infantil, pois a sua construção ainda não tinha sido terminada. Só em 1969 é que se efectuou a transferência definitiva, passando a ser a sede da instituição. Em 1971, abriu ao público uma creche e um jardim de infância nas instalações de São João. Em 1982, foram alterados os estatutos, passando a instituição a denominar-se Centro de Assistência Social Lucinda Anino dos Santos (CASLAS), em memória à sua fundadora. As instalações da instituição foram integradas no Centro Infantil de São João, onde também se encontram os escritórios da Segurança Social de Lagos.[carece de fontes?]
Em 1988, o CASLAS, em cooperação com a Câmara Municipal de Lagos e o Centro Regional de Segurança Social de Faro, abriu três novas equipamentos destinados a crianças: o Centro Infantil de Santo Amaro, na antiga freguesia de São Sebastião, Centro Infantil de Bensafrim e Centro Infantil da Luz. Em 1990, entrou ao serviço o Centro Infantil do Chinicato.[carece de fontes?]